# Alconchel de la Estrella
Alconchel de la Estrella è un comune spagnolo di 111 abitanti situato nella comunità autonoma di Castiglia-La Mancia.